# I dödens väntrum (film)
I dödens väntrum är en svensk dramafilm från 1946 i regi av Hasse Ekman. I huvudrollerna ses Viveca Lindfors och Hasse Ekman.

## Om filmen
Filmen bygger på Sven Stolpes roman I dödens väntrum som utkom 1930. När Stolpe tog del av Hasse Ekmans och Walter Ljungquists scenario, protesterade han offentligt då han ansåg att man ändrat för mycket av det för honom väsentliga i hans bok.
Filmen har vistas i SVT flera gånger, bland annat 2008, 2015, i oktober 2018 i april 2021 samt i september 2023.

## Rollista i urval
- Viveca Lindfors – Vellamo Toivonen, finsk pianist
- Hasse Ekman – Vilhelm Canitz, doktor i litteratur
- Erik Berglund – doktor Lautensack, överläkare vid Agra sanatorium
- Stig Järrel – Martin Dahlberg, patient
- Bengt Ekerot – tjuven, tysk patient
- Sven Bertil Norberg – monsieur Defie, fransk patient
- Albert Gaubier – dansören på nattklubben i Milano
- Ronald de Wolfe – Frank Graham, engelsk patient
- Gaby Douillard – fransk (manlig) patient på liggaltanen

## Musik i filmen
- Latinsk dödsmässa ur den katolska liturgin
- Ma bella mia Maria kompositör Lille Bror Söderlundh, text Kjell Löwenadler, sång Joel Berglund
- Tango Jalousie (Jalousie - Tango Tzigane) kompositör Jacob Gade, instrumental
- Etyd, piano, op. 10, nr 12, c-moll. (Revolutionsetyd) kompositör Frédéric Chopin, instrumental
- Improvisation (Kraitschik) kompositör Zelik Kraitschik, instrumental
- Polonäs-fantasi, piano, op. 61, Ass-dur kompositör Frédéric Chopin, instrumental
- Romans, piano, op. 24, nr 9, Dess-dur kompositör Jean Sibelius, instrumental
- Rapsodi, piano, op. 79, nr 2, g-moll kompositör Johannes Brahms, instrumental

## DVD
Filmen gavs ut på DVD 2015.